# Gnamptodon tricrenulatus
Gnamptodon tricrenulatus är en stekelart som först beskrevs av Fischer 1978.  Gnamptodon tricrenulatus ingår i släktet Gnamptodon och familjen bracksteklar. Inga underarter finns listade i Catalogue of Life.